# Partido para la Investigación Biomédica en Rejuvenecimiento
El Partido para la Investigación Biomédica en Rejuvenecimiento (en alemán, Partei für schulmedizinische Verjüngungsforschung), conocido hasta 2022 como Partido para la Investigación en Salud (en alemán: Partei für Gesundheitsforschung) es un partido político alemán que busca acelerar el desarrollo de medicamentos eficaces para combatir las enfermedades relacionadas con la edad.

## Historia
El Partido para la Investigación Biomédica en Rejuvenecimiento es un partido político monotema fundado en 2015 con el objetivo de acelerar el desarrollo de medicamentos efectivos para contrarrestar enfermedades relacionadas con la edad como el cáncer, la enfermedad de Alzheimer, la enfermedad cardiovascular, la diabetes tipo 2, la degeneración macular, la artrosis, la osteoporosis y enfermedad de Parkinson. Con este fin, el partido promueve enfoques tanto establecidos como novedosos en la investigación biomédica.
El partido busca aumentar la cantidad y el tamaño de las instalaciones de investigación pertinentes, y ampliar la educación y la capacitación de profesionales en esos campos.

## Participación electoral
El partido ha participado en varias elecciones estatales.  Su participación electoral más importante tuvo lugar en las elecciones estatales de Berlín de 2016, logrando un total del 0.5% de los segundos votos. En los distritos electorales de Lichtenberg y Marzahn-Hellersdorf, el partido recibió el 0,9% de los segundos votos.
En 2017, el partido participó por primera vez en las elecciones federales alemanas, recibiendo el 0,1% de los votos. También participó en las elecciones estatales de Baviera y Hesse, obteniendo en ambos comicios un 0,1% de las preferencias.
En las elecciones al Parlamento Europeo de 2019 obtuvo 71.006 votos (0,2%)
En las elecciones federales de 2021 volvió a obtener un 0,1% de los votos.

## Organización
El presidente del partido a nivel nacional es el bioquímico Felix Werth. A partir de enero de 2019, el partido tiene asociaciones estatales en Baden-Wuerttemberg, Baviera, Berlín, Brandeburgo, Hesse, Baja Sajonia, Renania del Norte-Westfalia, Sajonia, Renania-Palatinado, Turingia y Schleswig-Holstein.